# WWE Raw
WWE RAW là một chương trình biểu diễn đấu vật chuyên nghiệp được diễn ra hàng tuần vào các đêm thứ hai của World Wrestling Entertainment (WWE). Ngoài ra, RAW còn được nhiều người xem là thể loại đứng đầu WWE trong ba thể loại Raw, SmackDown và ECW (nay là NXT). Khác với hai thể loại trên, RAW là nơi có một quá trình lịch sử lâu dài. Lần đầu tiên chương trình mang tên WWF Monday Night RAW, sau đó chuyển thành RAW IS WAR và cuối cùng là WWE Raw. RAW đã thay đổi võ đài sau khi ký hợp đồng với kênh truyền hình USA Network thay cho kênh Spike TV vào năm 2005.
Chương trình của Raw hiện nay được truyền hình trực tiếp và phát sóng đều đặn hàng tuần trên kênh USA Network của Mỹ, kênh Sky Sports 3 của Anh Quốc và Ireland. Đồng thời được phát sóng muộn ở các nước khác như kênh The Score và Global Quebec của Canada, kênh Ten Sports của Ấn Độ và Pakistan, kênh Super Sport Action của Thái Lan, kênh SIC Radical của Bồ Đào Nha, kênh SubTV của Phần Lan, kênh FOX8 của Úc, kênh SKY 1 của New Zealand, kênh Chilevisión của Chile, kênh truyền hình ATV của Peru và SCTV Thể thao với SSport2 - SCTV15 của Việt Nam.

## Lịch sử chương trình

### Format ban đầu của chương trình
Bắt đầu với cái tên WWF Monday Night Raw, chương trình đầu tiên được phát sóng vào ngày 11 tháng 1 năm 1993 trên kênh USA Network trong một giờ đồng hồ. Tất cả các đô vật đều được tham gia, trong đó có Shawn Michaels và The Undertaker. RAW ban đầu được thi đấu tại Grand Ballroom ở Manhattan Center Studios, một nhà hát nhỏ ở New York và được tổ chức hàng tuần. Từ đầu năm 1994 cho đến tháng 9 năm 1999, RAW được phát trực tiếp,. Và ngày hôm sau thì được phát lại. Người dẫn chương trình lúc đầu của RAW là Vince McMahon, Rob Bartlett và "Macho Man" Randy Savage. Khoảng năm 1994, RAW ròi khỏi Manhattan Center Studios và rồi đi du đấu khắp mọi nơi ở nước Mỹ

### Chương trình đặc biệt
| Chương trình                          | Ngày                 |
| ------------------------------------- | -------------------- |
| Raw Bowl                              | 1 tháng 1 năm 1996   |
| Raw Championship Friday               | 6 thang 9 năm 1996   |
| Royal Rumble Raw                      | 3 tháng 2 năm 1997   |
| Raw is Owen                           | 24 tháng 5 năm 1999  |
| 2002 WWE Draft                        | 25 tháng 3 năm 2002  |
| Raw 10 years Anniversary              | 13 tháng 1 năm 2003  |
| 2004 WWE Draft                        | 22 tháng 3 năm 2004  |
| Raw Homecoming                        | 3 tháng 10 năm 2005  |
| Eddie Guerrero Tribute Show           | 14 tháng 11 năm 2005 |
| Tribute to the Troops                 | 19 tháng 12 năm 2005 |
| Raw Family Reunion                    | 9 tháng 10 năm 2006  |
| Tribute to the Troops                 | 25 tháng 12 năm 2006 |
| 2007 WWE Draft                        | 11 tháng 6 năm 2007  |
| Chris Benoit 3-Hour Memorial          | 25 tháng 6 năm 2007  |
| Raw 15 years Anniversary              | 10 tháng 12 năm 2007 |
| Tribute to the Troops                 | 24 tháng 12 năm 2007 |
| King of the Ring                      | 21 tháng 4 năm 2008  |
| 2008 WWE Draft                        | 23 tháng 6 năm 2008  |
| Raw's 800th Episode                   | 3 tháng 11 năm 2008  |
| 2008 Slammy Awards                    | 8 tháng 12 năm 2008  |
| 2009 WWE Draft                        | 13 tháng 4 năm 2009  |
| The 3-For-All                         | 15 tháng 6 năm 2009  |
| Trump Raw                             | 22 tháng 6 năm 2009  |
| A Raw Thanksgiving                    | 23 tháng 11 năm 2009 |
| 2009 Slammy Awards                    | 14 tháng 12 năm 2009 |
| Raw's WrestleMania Rewind             | 15 tháng 3 năm 2010  |
| Raw is HBK                            | 29 tháng 3 năm 2010  |
| Monday Night SmackDown                | 19 tháng 4 năm 2010  |
| 2010 WWE Draft                        | 26 tháng 4 năm 2010  |
| 2nd Commercial-Free Raw               | 17 tháng 5 năm 2010  |
| 3-Hour Viewer's Choice Raw            | 7 tháng 6 năm 2010   |
| Old School Raw                        | 15 tháng 11 năm 2010 |
| 2010 Slammy Award                     | 13 tháng 12 năm 2010 |
| The Rock's Birthday Bash              | 2 tháng 5 năm 2011   |
| 2017 Superstar Shake-up               | 10 tháng 4 năm 2017  |
| Raw 25 Years                          | 22 tháng 1 năm 2018  |
| 2018 Superstar Shake-up               | 16 tháng 4 năm 2018  |
| Ric Flair Birthday Celebration Show   | 25 tháng 2 năm 2019  |
| 2019 Superstar Shake-up               | 15 tháng 4 năm 2019  |
| Raw Reunion                           | 22 tháng 7 năm 2019  |
| King of the Ring                      | 19 tháng 8 năm 2019  |
| Raw's Return to Madison Square Garden | 9 tháng 9 năm 2019   |
| 2019 WWE Draft Night 2                | 14 tháng 10 năm 2019 |
| 3:16 Day                              | 16 tháng 3 năm 2020  |
| 2020 WWE Draft Night 2                | 12 tháng 10 năm 2020 |
| Raw Legends Night                     | 4 tháng 1 năm 2021   |
| Raw 2021–22 Season Premiere           | 25 tháng 10 năm 2021 |
| Raw 1500                              | 21 tháng 2 năm 2022  |

## Những người quản lý
| Người chủ     | Ngày bắt đầu        | Ngày kết thúc                           |
| ------------- | ------------------- | --------------------------------------- |
| Ric Flair     | 9 tháng 11 năm 1990 | 10 tháng 6 năm 2000                     |
| Donald Trump  | 15 tháng 6 năm 2000 | 22 tháng 6 năm 2009                     |
| Vince McMahon | 22 tháng 6 năm 2009 | Hiện tại vẫn làm. Sắp thay bởi Triple H |

| General Manager                    | Ngày bắt đầu         | Ngày kết thúc        |
| ---------------------------------- | -------------------- | -------------------- |
| Eric Bischoff                      | 15 tháng 7 năm 2002  | 5 tháng 12 năm 2005  |
| Vince McMahon                      | 5 tháng 12 năm 2005  | 11 tháng 6 năm 2007  |
| Jonathan Coachman                  | 11 tháng 6 năm 2007  | 6 tháng 8 năm 2007   |
| William Regal                      | 6 tháng 8 năm 2007   | 19 tháng 5 năm 2008  |
| Mike Adamle                        | 28 tháng 7 năm 2008  | 3 tháng 11 năm 2008  |
| Shane McMahon Stephanie McMahon    | 3 tháng 11 năm 2008  | 24 tháng 11 năm 2008 |
| Stephanie McMahon                  | 24 tháng 11 năm 2008 | 6 tháng 4 năm 2009   |
| Vickie Guerrero                    | 6 tháng 4 năm 2009   | 8 tháng 6 năm 2009   |
| Vickie Guerrero                    | 10 tháng 4 năm 2009  | 10 tháng 6 năm 2009  |
| Bret Hart                          | 24 tháng 5 năm 2010  | 21 tháng 6 năm 2010  |
| Anonymous Raw General Manager      | 21 tháng 6 năm 2010  | 18 tháng 7 năm 2011  |
| John Laurinaitis                   | 10 tháng 10 năm 2011 | 17 tháng 6 năm 2012  |
| Interim General Managers           | 18 tháng 6 năm 2012  | 16 tháng 7 năm 2012  |
| AJ Lee                             | 23 tháng 7 năm 2012  | 22 tháng 10 năm 2012 |
| Brad Maddox                        | 8 tháng 7 năm 2013   | 26 tháng 5 năm 2014  |
| John Cena                          | 24 tháng 11 năm 2014 | 29 tháng 12 năm 2014 |
| Shane McMahon                      | 4 tháng 4 năm 2016   | 25 tháng 4 năm 2016  |
| Shane McMahon và Stephanie McMahon | 1 tháng 5 năm 2016   | 11 tháng 7 năm 2016  |
| Mick Foley                         | 18 tháng 7 năm 2016  | 20 tháng 3 năm 2017  |
| Kurt Angle                         | 3 tháng 4 năm 2017   | 17 tháng 12 năm 2018 |
| Baron Corbin                       | 20 tháng 8 năm 2018  | 16 tháng 12 năm 2018 |
| Alexa Bliss                        | 26 tháng 11 năm 2018 | 17 tháng 12 năm 2018 |
| Adam Pearce                        | 2020                 | nay                  |
| Sonya Deville                      | Tháng 1/2021         | nay                  |

## Bình luận viên
| Bình luận viên                                           | Ngày |
| -------------------------------------------------------- | --- |
| Vince McMahon, Randy Savage và Rob Bartlett              | 11 tháng 1 năm 1993 đến 19 tháng 4 năm 1993 |
| Vince McMahon, Bobby Heenan và Randy Savage              | 26 tháng 4 năm 1993 đến Tháng 11 năm 1993 |
| Vince McMahon và Bobby Heenan                            | Tháng 11 năm 1993 đến 6 tháng 12 năm 1993 |
| Vince McMahon và Johnny Polo                             | 13 tháng 12 năm 1993 đến Tháng 3 năm 1994 |
| Gorilla Monsoon và Randy Savage                          | Tháng 6 năm 1994 đến Tháng 7 năm 1994 |
| Jim Ross và Randy Savage                                 | Tháng 7 năm 1994 đến Tháng 8 năm 1994 |
| Vince McMahon và Randy Savage                            | Tháng 3 năm 1994 đến Tháng 5 1994 Tháng 8 năm 1994 - Tháng 10 năm 1994                                                                                   |
| Vince McMahon và Jerry Lawler                            | Tháng 10 năm 1994 đến Tháng 8 năm 1996 |
| Kevin Kelly, Jim Ross và Jerry Lawler                    | Tháng 8 năm 1996 đến Tháng 10 năm 1996 |
| Vince McMahon, Jim Ross và Jerry Lawler                  | Tháng 10 năm 1996 đến Tháng 11 năm 1997 |
| Jim Ross, Michael Cole và Kevin Kelly                    | Tháng 12 năm 1997 đến Tháng 3 năm 1998 |
| Jim Ross và Paul Heyman                                  | Tháng 2 năm 2001 đến Tháng 11 năm 2001 |
| Jim Ross và Jerry Lawler                                 | Tháng 11 năm 2001 đến 19 tháng 6 năm 2005 |
| Jim Ross, Jerry Lawler và Jonathan Coachman              | 26 tháng 6 năm 2005 đến 10 tháng 10 năm 2005 |
| Jonathan Coachman và Jerry Lawler                        | 17 tháng 10 năm 2005 đến 31 tháng 10 năm 2005 |
| Joey Styles, Jerry Lawler và Jonathan Coachman           | 7 tháng 11 năm 2005 đến 16 tháng 4 năm 2006 |
| Joey Styles và Jerry Lawler                              | 23 tháng 4 năm 2006 đến 1 tháng 5 năm 2006 |
| Jim Ross và Jerry Lawler                                 | Tháng 12 năm 1997 - Tháng 11 năm 1998 Tháng 4 năm 1999 - Tháng 2 năm 2001 Tháng 11 năm 2001 - Tháng 6 năm 2005 8 tháng 5 năm 2006 và 16 tháng 6 năm 2008 |
| Michael Cole và Jerry Lawler và John "Bradshaw" Layfield | 17 tháng 12 năm 2012 8 tháng 10 năm 2012 1 tháng 4 năm 2013 đến 29 tháng 12 năm 2014                                                                     |
| Jim Ross, Jerry Lawler và John "Bradshaw" Layfield       | 14 tháng 1 năm 2013 |
| Michael Cole và John "Bradshaw" Layfield                 | 9 tháng 12 năm 2013 23 tháng 12 năm 2013 6 tháng 1 năm 2014                                                                                              |
| Byron Saxton và Jerry Lawler                             | 30 tháng 3 năm 2015 |
| Byron Saxton, John "Bradshaw" Layfield và Booker T       | 6 tháng 4 năm 2015 |
| Michael Cole, John "Bradshaw" Layfield và Booker T       | 5 tháng 1 năm 2015 đến 30 tháng 3 năm 2015 13 tháng 4 năm 2015 đến 1 tháng 6 năm 2015                                                                    |
| Byron Saxton và Tom Phillips                             | 23 tháng 3 năm 2020 đến 6 tháng 4 năm 2020 |
| Byron Saxton, Tom Phillips và Samoa Joe                  | 27 tháng 4 năm 2020 đến 5 tháng 4 năm 2021 |
| Byron Saxton, Michael Cole và Dolph Ziggler              | 14 tháng 9 năm 2020 |
| Byron Saxton, Michael Cole và MVP                        | 14 tháng 9 năm 2020 |
| Byron Saxton, Tom Phillips và MVP                        | 29 tháng 3 năm 2021 |
| Corey Graves, Adnan Virik và Byron Saxton                | 12 tháng 4 năm 2021 đến 24 tháng 5 năm 2021 |
| Corey Graves, Jimmy Smith và Byron Saxton                | 31 tháng 5 năm 2021 đến nay |

## Người giới thiệu đô vật
| Người giới thiệu  | Ngày                                                                                 |
| ----------------- | ------------------------------------------------------------------------------------ |
| Howard Finkel     | 11 tháng 1 năm 1993 đến 19 tháng 8 năm 2002                                          |
| Tony Chimel       | 3 tháng 3 năm 1997 đến 16 tháng 8 năm 1999                                           |
| Jonathan Coachman | 10 tháng 11 năm 2003; 17 tháng 4 năm 2006                                            |
| Justin Roberts    | Tháng 3 năm 2007 đến Tháng 6 năm 2007 Tháng 9 năm 2009 đến bây giờ                   |
| Lilian Garcia     | 23 tháng 8 năm 1999 đến tháng 9 năm 2009 19 tháng 4 năm 2010 đến 18 tháng 7 năm 2016 |
| JoJo              | 25 tháng 7 năm 2016 đến 31 tháng 12 năm 2018                                         |
| Mike Rome         | 7 tháng 1 năm 2019 - nay                                                             |
| Greg Hamilton     | 29 tháng 6 năm 2020; 30 tháng 11 năm 2020                                            |

## Chương trình do đô vật sản xuất
| Chương trình                                        | Người dẫn chương trình                 | Năm                            |
| --------------------------------------------------- | -------------------------------------- | ------------------------------ |
| The King's Court                                    | Jerry Lawler                           | Năm 1993 đến năm 1995          |
| The Heartbreak Hotel                                | Shawn Michaels                         | Năm 1994                       |
| The Brother Love Show                               | Brother Love                           | Năm 1995 đến Năm 1996          |
| The Pillman XXX Files                               | Brian Pillman                          | Năm 1997                       |
| The Love Shack                                      | Dude Love                              | Năm 1998                       |
| Highlight Reel                                      | Chris Jericho                          | Năm 2003 - Năm 2005 Năm 2008   |
| White Boy Challenge                                 | Rodney Mack Theodore R. Long           | Năm 2003                       |
| WWE Diva Search                                     | Jonathan Coachman The Miz Todd Grisham | Năm 2004 đến Năm 2007          |
| Masterlock Challenge                                | Chris Masters                          | Năm 2005 đến Năm 2007          |
| Kurt Angle Invitational                             | Kurt Angle                             | Năm 2005                       |
| Carlito's Cabana                                    | Carlito                                | Năm 2005 Năm 2007 đến Năm 2008 |
| Piper's Pit                                         | Roddy Piper                            | Năm 2005                       |
| The Cutting Edge                                    | Edge                                   | 2005 - 2008 2010 - nay         |
| Striker's Classroom                                 | Matt Striker                           | Năm 2005 đến Năm 2006 Năm 2008 |
| Kiss Cam                                            | Maria hoặc Val Venis                   | Năm 2005 đến Năm 2008          |
| V.I.P. Lounge                                       | Montel Vontavious Porter               | 2009 – 2010 2020 – 2021        |
| Miz TV                                              | The Miz                                | 2012 – 2016 2017 – nay         |
| The Cutting Edge Peep Show                          | Edge và Christian                      | 2014                           |
| The Rose Bush                                       | Adam Rose                              | 2015                           |
| The Ambrose Asylum                                  | Dean Ambrose                           | 2016 – 2017                    |
| The Rollins Report                                  | Seth Rollins                           | 2015 – 2016                    |
| The K.O. Show                                       | Kevin Owens                            | 2017 – 20202022 – nay          |
| The Peep Show                                       | Christian                              | 2018                           |
| The Fashion Files The Fashion X Files Fashion Peaks | Breezango Tyler Breeze và Fandango     | 2018                           |
| The Sami & Kevin Show                               | Kevin Owens và Sami Zayn               | 2018                           |
| A Moment of Bliss                                   | Alexa Bliss và Nikki Cross             | 2018 – 2020                    |
| Firefly Fun House                                   | Bray Wyatt và Alexa Bliss              | 2019 – 2021                    |
| Truth TV                                            | R-Truth                                | 2020 – nay                     |
| Raw Underground                                     | Shane McMahon                          | 2020                           |
| Alexa’s Playground                                  | Alexa Bliss                            | 2021 – nay                     |
| The Dirt Sheet                                      | The Miz và John Morrison               | 2020 – 2021                    |
| Moist TV                                            | John Morrison                          | 2021                           |

## Các nhà vô địch
| Chức vô địch                   | Nhà vô địch hiện tại           | Lần     | Ngày thắng | Địa điểm         | Ghi chú |
| ------------------------------ | ------------------------------ | ------- | ---------- | ---------------- | --- |
| WWE Championship               | Brock Lesnar                   | 7       | 1/1/2022   | Atlanta, Georgia | Đánh bại Big E, Seth Rollins, Kevin Owens và Bobby Lashley trong trận đấu Fatal five-way tại pay-per-view WWE Day 1. |
| WWE United States Championship | Austin Theory                  | 2       | 26/11/2022 | Columbus, Ohio   | Đánh bại Damian Priest tại show Raw |
| WWE Raw Women's Championship   | Bianca Belair                  | 1       | 2/4/2022   | Wichita, Kansas  | Theo kết quả của WWE Draft năm 2021, nhà vô địch trước đó là Charlotte Flair đã được chuyển sang SmackDown, trong khi Becky Lynch là người giữ chức vô địch SmackDown Women's Championship được chuyển sang Raw. Để giữ danh hiệu cho các thương hiệu, WWE official Sonya Deville đã có tráo đổi hai chức vô địch. |
| WWE Raw Tag Team Championship  | RK-Bro (Randy Orton và Riddle) | 2 (2,2) | 7/3/2022   | Cleveland, Ohio  | Đánh bại đội giữ đai Alpha Academy (Chad Gable và Otis) và cặp đôi (Seth "Freakin" Rollins và Kevin Owens) trong trận đấu triple threat tag team tại show Raw. |

## A.M. Raw
WWE A.M. Raw, là một chương trình của WWE được phát sóng vào lúc 2 AM ET trên kênh USA Network. Chương trình này chiếu lại nội dung của RAW phát sóng vào thứ hai vừa rồi cùng với các tin tức của WWE, các chuyến du đấu của WWE ở phía dòng dưới của màn hình. Chương trình hiện nay không còn được phát sóng.